# Еврипедо
Еврипедо (грч. Ευρύπεδο) је насељено место у општини Доксат у периферији Источна Македонија и Тракија, Грчка. Према попису из 2021. године било је 142 становника.
Еврипедо је 1913. године имало 378 житеља Турака. Године 1923. турско становништво је принудно исељено у Турску а на њихово место су насељене грчке избегличке породице, којих је на попису из 1928 било 419. Село се раније звало Аша Махала.